# Emanuel Shinwell
Pour les articles homonymes, voir Shinwell.
Emanuel Shinwell, baron Shinwell d'Easington, dit Manny Shinwell, né le 18 octobre 1884 à Londres et mort le 8 mai 1986 dans cette même ville, est un homme politique britannique. 

## Biographie

### Jeunesse
Né dans le quartier de Spitalfields dans l'East End de Londres, il est l'aîné des treize enfants d'un couple d'immigrés juifs. Son père est un tailleur pauvre arrivé de Pologne, et sa mère est d'origine néerlandaise. La famille s'installe à Glasgow lorsque Manny a neuf ans, et il y acquiert un net accent écossais. Il doit quitter l'école à 11 ans pour travailler, et devient apprenti tailleur auprès de son père. Il travaille également un temps comme ouvrier dans une usine de fabrique de chaises. Il lit l'ouvrage Travail salarié et Capital de Karl Marx et se syndique, rejoignant le Parti travailliste à l'âge de 19 ans. En 1911 il est élu au Conseil des syndicats de Glasgow. Docker durant la Première Guerre mondiale, il est l'une des figures du mouvement socialiste radical dit de la « Clydeside rouge (en) », et l'un des organisateurs de la grève des docks du fleuve Clyde en janvier 1919. Les grévistes réclament le passage à une semaine de travail de 40 heures au lieu de 47, afin notamment de faciliter l'accès à l'emploi pour les soldats démobilisés revenus du front de la guerre. Craignant une insurrection, dans le contexte des révolutions de 1917 à 1923 en Europe, le gouvernement britannique fait réprimer violemment la grève, et Manny Shinwell est arrêté, de même que David Kirkwood et William Gallacher. Accusé d'incitation à l'émeute, il est reconnu coupable et condamné à cinq mois de prison,,.

### Débuts au Parlement

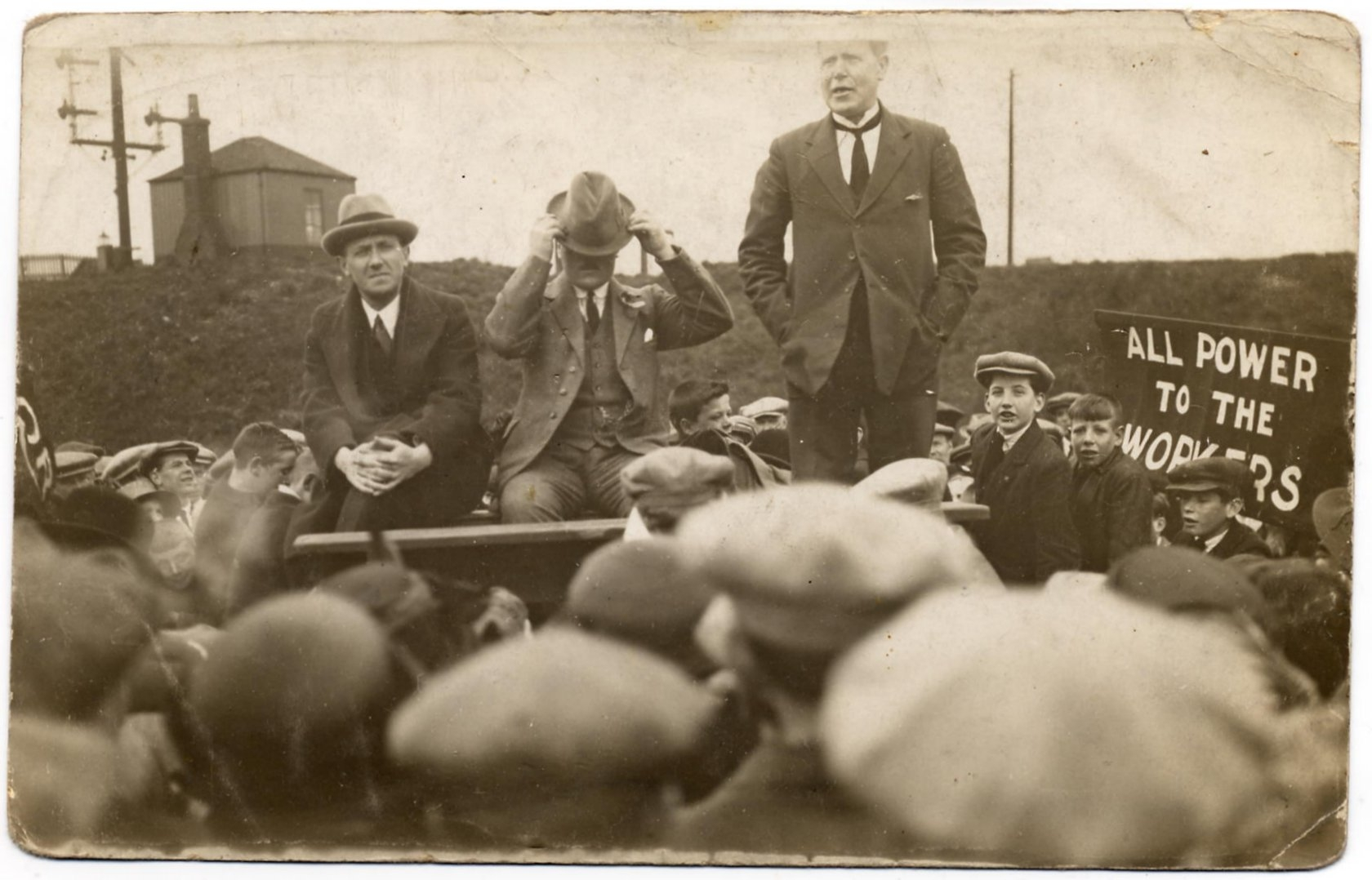
Manny Shinwell (à gauche) en campagne électorale en 1918.

Après une tentative infructueuse en 1918, il est élu député du West Lothian à la Chambre des communes du Parlement du Royaume-Uni aux élections législatives de 1922. En janvier 1924 les travaillistes parviennent à former un gouvernement minoritaire, arrivant au pouvoir pour la première fois, sous le Premier ministre Ramsay MacDonald. Ce dernier nomme Manny Shinwell ministre des Mines (en). Ce premier gouvernement perd toutefois la confiance de la Chambre dès le mois d'octobre, les libéraux et les conservateurs s'associant pour le destituer. Manny Shinwell perd son siège de député aux élections anticipées qui s'ensuivent, mais le retrouve à l'occasion d'une élection partielle en avril 1928. Il est à nouveau brièvement ministre des Mines de 1930 à 1931 dans un nouveau gouvernement minoritaire éphémère travailliste mené par Ramsay MacDonald,.
Il perd à nouveau son siège aux élections de 1931. Furieux que Ramsay MacDonald se soit associé en 1931 aux conservateurs pour mener une politique de rigueur dans le contexte de la Grande Dépression, Manny Shinwell estime que le Premier ministre a trahi les idéaux socialistes du Parti travailliste, et les intérêts de la classe ouvrière. Il se présente à dessein et avec succès contre lui dans sa circonscription de Seaham aux élections de 1935, le privant ainsi d'un siège au Parlement et en retrouvant un lui-même. En 1936, il effectue une tournée de l'Espagne, durant la guerre d'Espagne, avec d'autres membres du Parti travailliste dont Aneurin Bevan et Ellen Wilkinson. À la Chambre des communes, il appelle en vain le gouvernement conservateur de Stanley Baldwin à apporter une aide militaire au gouvernement démocratique espagnol du Front populaire, agressé par les franquistes soutenus par l'Allemagne nazie et l'Italie fasciste. Il dénonce par la suite la politique d'apaisement des puissances fascistes menée par le gouvernement conservateur de Neville Chamberlain. En 1938 lorsque le député conservateur Robert Bower, agacé par ses critiques, lui dit de « retourner en Pologne », Manny Shinwell traverse la Chambre et le frappe au visage,,,,.

### Ministre sous Clement Attlee
Durant la Seconde Guerre mondiale, le Parti travailliste intègre le gouvernement d’unité nationale mené par le conservateur Winston Churchill, mais certains travaillistes demeurent sur les bancs de l'opposition pour permettre simplement à la vie parlementaire de continuer normalement avec l'existence d'une opposition parlementaire. Manny Shinwell est de ceux-là, et interpelle fréquemment le Premier ministre sur la conduite de la guerre. Les travaillistes remportent les élections de 1945, obtenant pour la première fois de leur histoire une majorité absolue des sièges à la Chambre des communes. Clement Attlee devient Premier ministre et nomme Manny Shinwell ministre de l'Essence et de l'Énergie, avec un siège au Cabinet dans son gouvernement. Il initie la nationalisation des mines et la semaine de cinq jours pour les travailleurs des mines, ainsi que la nationalisation de la production d'électricité. En raison toutefois de sa mauvaise gestion de la production et de la distribution de charbon durant la vague de froid de l'hiver 1947, il est démis de sa fonction et rétrogradé au poste de secrétaire d'État à la Guerre, en-dehors du Cabinet. À ce titre, il organise le repli des forces armées britanniques de la Palestine mandataire en 1948,,.
En février 1950 il est promu secrétaire d'État à la Défense et réintègre le Cabinet. Il a ainsi la responsabilité ministérielle pour la poursuite de la lutte armée britannique contre l'insurrection communiste malaise, et pour la participation britannique aux débuts de la guerre de Corée. Les travaillistes perdent toutefois le pouvoir aux élections de 1951. À l'inverse de la plupart des autres députés travaillistes, il soutient l'attaque israélienne contre l'Égypte, et l'invasion britannique de l'Égypte ordonnée par le Premier ministre conservateur Anthony Eden, lors de la crise du canal de Suez en 1956, qui s'avère désastreuse pour le Royaume-Uni. De novembre 1964 à mars 1967 il est élu président du groupe parlementaire travailliste à la Chambre des communes. Il s'oppose sans succès à l'entrée du Royaume-Uni dans la Communauté économique européenne. En 1970 il prend sa retraite de la Chambre des communes et est anobli, devenant le baron Shinwell d'Easington avec un siège à la Chambre des lords. Il demeure un membre très actif du Parlement. À l'âge de 101 ans, il est le doyen d'âge du Parlement lors de sa dernière prise de parole, en janvier 1986. Il meurt quatre mois plus tard, d'une pneumonie,,,,.